# 哈尔滕斯泰因
哈尔滕斯泰因是德国巴伐利亚州的一个市镇。总面积24.75平方公里，总人口1390人，其中男性731人，女性659人（2011年12月31日），人口密度56人/平方公里。